# Есипенко, Андрей Евгеньевич
Андре́й Евге́ньевич Есипе́нко (род. 22 марта 2002, Новочеркасск, Ростовская область) — российский шахматист, гроссмейстер (2018), гроссмейстер России (2018). Многократный победитель и призёр юношеских чемпионатов России, Европы и мира, а также крупных международных турниров. Первую крупную победу одержал в 2017 году над Сергеем Карякиным на чемпионате мира по рапиду.

## Биография

### Детство, первые достижения
Родился 22 марта 2002 года в Новочеркасске Ростовской области. Играть в шахматы в возрасте 5 лет Андрея научил отец Евгений Сергеевич, который впоследствии сопровождал шахматиста на турнирах вплоть до 15-летнего возраста. Серьезно начал заниматься шахматами в возрасте 7-8 лет. Первым тренером шахматиста в родном городе стал международный мастер Алексей Корнюков, сотрудничество с которым продлилось до 9 лет. В ДЮСШ Ростова-на-Дону работал с Натальей Петрушиной и международным мастером Эдуардом Хлияном.
Переломным для Есипенко стал 2012 год, когда он начал заниматься с гроссмейстером Дмитрием Кряквиным. Есипенко стал призёром первенства России, после чего выиграл первенство Европы в своей возрастной группе. Есипенко неоднократно побеждал в первенствах России, становился призёром первенств Европы, мира и Всемирной Олимпиады в категории до 16 лет.
В это время тренерами Есипенко поочередно становились гроссмейстеры Сергей Шипов и Константин Сакаев, Михаил Шерешевский и Евгений Томашевский, Юрий Дохоян и Александр Мотылев.
К 16 лет Есипенко преодолел отметку в 2600 пунктов рейтинга эло и стал гроссмейстером, пропустив звание международного мастера.

В 2017 году одержал знаковую для себя победу над Карякиным на чемпионате мира по рапиду. Позже она была добавлена в шахматные учебники.
[Event "World Rapid 2017"]
[Site "Riyadh KSA"]
[Date "2017.12.27"]
[Round "8.9"]
[White "Karjakin, Sergey"]
[Black "Esipenko, Andrey"]
[Result "0-1"]
[WhiteElo "2760"]
[BlackElo "2564"]
[Variant "Standard"]
[TimeControl "-"]
[ECO "B11"]
[Opening "Caro-Kann Defense: Two Knights Attack, Mindeno Variation, Exchange Line"]
[Termination "Normal"]
[Annotator "lichess.org"]
1. e4 c6 2. Nf3 d5 3. Nc3 Bg4 4. h3 Bxf3 5. Qxf3 Nf6 6. d3 e6 7. Bd2 Qb6 8. O-O-O d4 9. Ne2 c5 10. e5 Nd5 11. Nf4 Nb4 12. Kb1 Nd7 13. Qe4 Nc6 14. Nh5 O-O-O 15. f4 c4 16. dxc4 Ba3 17. Bc1 Nc5 18. Qf3 d3 19. cxd3 Na4 20. Rd2 Nd4 21. Qf2 Nc3+ 22. Ka1 Qb3 23. bxc3 Qxc3+ 24. Bb2 Bxb2+ 25. Rxb2 Qc1+ 26. Rb1 Nc2+ 27. Qxc2 Qxc2 28. g3 b5 29. cxb5 Rd4

### Профессиональная карьера
На чемпионате Европы по рапиду 2018 года разделил первое место с Валерием Поповым, но остался вторым по дополнительным показателям, завоевав звание гроссмейстера России.
2019 год принес шахматисту новую серию успехов. Андрей отобрался из чемпионата Европы в Кубок мира, заняв 16-е место. На Кубке мира победил Руслана Пономарёва (1½-½), но уступил Петру Свидлеру на тай-брейке (3-1).
В августе 2020 года Есипенко завоевал золото онлайн-олимпиады ФИДЕ в составе сборной России по шахматам.
24 января 2021 года на турнире в Вейк-ан-Зее Есипенко нанёс поражение чемпиону мира Магнусу Карлсену, войдя в символический клуб Михаила Чигорина. После успешного турнира, рейтинг Есипенко превысил отметку 2700, тем самым он стал 123-м шахматистом в мире за всю историю, которому это удалось.
В 2023 году на Большой Швейцарке ФИДЕ Есипенко лишился путёвки в турнир претендентов 2024, проиграв в последнем туре Анишу Гири.
Тренером шахматиста является экс-чемпион России Александр Рязанцев.

### Личная жизнь
5 апреля 2021 года стало известно, что президент России Владимир Путин объявил благодарность членам российской сборной по шахматам, в которую входил Андрей Есипенко. В распоряжении подчёркивалось успешное выступление на Всемирной шахматной онлайн-олимпиаде. За победу в этом турнире, Андрей получил в подарок от ГК «Сокол» однокомнатную квартиру в Ростове-на-Дону.
После победы над Магнусом Карлсеном на супертурнире в Вейк-ан-Зее, Андрея пригласили в качестве гостя на шоу «Comedy Club» вместе с участником турнира претендентов 2020 Кириллом Алексеенко и тренером Дохояном.
Участвовал в шоу «Я могу!» на Первом канале, где демонстрировал выдающуюся шахматную память, и вместе с российскими участниками юношеской сборной мира был гостем передачи Вячеслава Фетисова на канале «Звезда».
В начале марта 2022 года выступил против вторжения России на Украину, подписав открытое письмо 44 шахматистов Путину.
Есипенко окончил Ростовский финансово-экономический колледж. По состоянию на 2024 год является магистрантом РГЭУ РИНХ.
Увлекается футболом, болельщик лондонского «Арсенала».

## Спортивные результаты
| Год  | Город           | Турнир                        | +  | − | =  | Результат | Место        | Ист.   |
| ---- | --------------- | ----------------------------- | -- | - | -- | --------- | ------------ | ------ |
| 2012 | Халкидики       | Первенство Европы до 11 лет   | 6  | 0 | 0  | 6 из 6    | 1            | [ 31 ] |
| 2012 | Прага           | Первенство Европы до 10 лет   | 7  | 0 | 1  | 7½ из 8   | 1            | [ 32 ] |
| 2013 | Будва           | Первенство Европы до 12 лет   | 6  | 0 | 3  | 7½ из 9   | 2            | [ 33 ] |
| 2014 | Лоо             | Первенство России до 13 лет   | 7  | 0 | 2  | 8 из 9    | 1            | [ 34 ] |
| 2015 | Лоо             | Первенство России до 15 лет   | 6  | 1 | 2  | 7 из 9    | 2            | [ 35 ] |
| 2015 | Пореч           | Первенство Европы до 14 лет   | 7  | 1 | 1  | 7½ из 9   | 1            | [ 36 ] |
| 2015 | Халкидики       | Чемпионат мира до 14 лет      | 8  | 1 | 2  | 9 из 11   | 1            | [ 37 ] |
| 2016 | Прага           | Первенство Европы до 14 лет   | 5  | 0 | 4  | 7 из 9    | 2            | [ 38 ] |
| 2016 | Ханты-Мансийск  | Чемпионат мира до 14 лет      | 8  | 1 | 2  | 9 из 11   | 1            | [ 39 ] |
| 2017 | Лоо             | Первенство России до 21 года  | 3  | 0 | 6  | 6 из 9    | 2-3          | [ 40 ] |
| 2017 | Мамая           | Первенство Европы до 16 лет   | 6  | 0 | 3  | 7½ из 9   | 1            | [ 41 ] |
| 2017 | Монтевидео      | Чемпионат мира до 16 лет      | 6  | 0 | 5  | 8½ из 11  | 1            | [ 42 ] |
| 2018 | Коджаэли        | Юношеский чемпионат мира      | 7  | 1 | 3  | 8½ из 11  | 2-3          | [ 43 ] |
| 2019 | Вейк-ан-Зее     | Tata Steel Challengers        | 5  | 1 | 7  | 8½ из 13  | 2-3          | [ 44 ] |
| 2019 | Ханты-Мансийск  | Кубок мира 2019               | 1  | 2 | 3  | 2½ из 6   | вылет в 1/32 | [ 45 ] |
| 2020 | Гибралтар       | Gibraltar Masters             | 5  | 0 | 4  | 7½ из 10  | 3 (1–7)      | [ 47 ] |
| 2020 | Сочи            | Высшая лига чемпионата России | 3  | 0 | 6  | 6 из 9    | 2-8          | [ 48 ] |
| 2020 | Сочи            | Командный чемпионат России    | 4  | 0 | 4  | 6 из 8    | 2            | [ 49 ] |
| 2021 | Вейк-ан-Зее     | Tata Steel Masters            | 4  | 1 | 8  | 8 из 13   | 3            | [ 50 ] |
| 2021 | Сочи            | Кубок мира 2021               | 4  | 3 | 13 | 10½ из 20 | вылет в 1/8  | [ 51 ] |
| 2021 | Сочи            | Командный чемпионат России    | 6  | 0 | 1  | 6½ из 7   | 1            | [ 52 ] |
| 2021 | Уфа             | Суперфинал чемпионата России  | 0  | 0 | 11 | 5½ из 11  | 6            | [ 53 ] |
| 2021 | Рига            | Большая швейцарка ФИДЕ        | 4  | 1 | 6  | 7 из 11   | 14           | [ 54 ] |
| 2022 | Вейк-ан-Зее     | Tata Steel                    | 2  | 2 | 9  | 6½ из 13  | 7            | [ 55 ] |
| 2022 | Чебоксары       | Суперфинал чемпионата России  | 0  | 1 | 10 | 5 из 11   | 10           | [ 56 ] |
| 2022 | Кала-Гононе     | Юношеский чемпионат мира      | 4  | 0 | 7  | 7½ из 11  | 6            | [ 57 ] |
| 2022 | Алматы          | Чемпионат мира по блицу 2022  | 8  | 4 | 9  | 12½ из 21 | 34           | [ 58 ] |
| 2022 | Алматы          | Чемпионат мира по рапиду 2022 | 5  | 2 | 6  | 8 из 13   | 35           | [ 59 ] |
| 2023 | Баку            | Кубок мира 2023               | 4  | 1 | 7  | 7½ из 12  | вылет в 1/16 | [ 60 ] |
| 2023 | Врнячка-Баня    | Чемпионат Европы              | 5  | 0 | 6  | 8 из 11   | 8            | [ 61 ] |
| 2023 | Санкт-Петербург | Суперфинал Чемпионата России  | 3  | 2 | 6  | 6 из 11   | 5            | [ 62 ] |
| 2023 | Дуглас          | FIDE Grand Swiss 2023         | 5  | 1 | 5  | 7½ из 11  | 3            | [ 63 ] |
| 2023 | Самарканд       | Чемпионат мира по блицу 2023  | 11 | 8 | 2  | 12 из 21  | 55           | [ 64 ] |
| 2023 | Самарканд       | Чемпионат мира по рапиду 2023 | 4  | 3 | 6  | 7 из 13   | 78           | [ 65 ] |
| 2024 | Москва          | Аэрофлот Опен 2024            | 5  | 1 | 3  | 6½ из 9   | 2            | [ 66 ] |
| 2024 | Барнаул         | Суперфинал чемпионата России  | 3  | 0 | 8  | 7 из 11   | 2            | [ 67 ] |
| 2024 | Доха            | Qatar Masters 2024            | 6  | 0 | 3  | 7½ из 9   | 1            | [ 68 ] |